# K2-290A
K2-290A는 지구에서 약 900 광년 떨어진 곳에 위치하고 있는 쌍성계의 한 항성이다. 2021년에 짝별인 K2-290과 함께 발견된 항성이다.

## 설명
K2-290A는 짝별인 K2-290이 태양과 비슷한 G형 주계열성인 것과 달리 그보다 더 어두운 K형 주계열성으로 추정되는 항성이다. 역행 행성을 보유한 항성계이자 쌍성계라는 독특한 특징을 가지고 있으며 2개의 역행 행성은 K2-290A를 주된 모항성으로 하고 있다. 2개의 역행 행성들은 모두 태양계의 수성보다도 더 가까운 거리에서 모항성들을 공전하고 있으며 목성이나 해왕성보다 약간 작은 크기의 가스 행성으로 추정되기 때문에 역행 행성이자 뜨거운 목성, 뜨거운 해왕성에 속할 것으로 추정된다. K2-290과 KT-290A에 있는 역행 행성의 경우에는 떠돌이 행성이였다가 어느 한 항성의 중력에 의해 포획되어 역행 행성이 되는 경우가 아닌 원시 행성계의 원반이 변화하여 발생한 경우라고 보는 것이 더 설득력있는데 그러한 이유는 2개의 역행 행성이 모항성들과 멀리 떨어진 곳에서 공전하는 것이 아니라 태양계에서 태양과 가장 가까운 거리에서 공전하는 수성의 궤도보다도 모항성들과 가까운 거리에서 공전하기 때문에 원시 행성계의 원반이 변화하여 발생한 역행 행성이 된다는 것이 더 타당하다고 보는 것이다.

## 같이 보기
- K2-290
- 항성
- K형 주계열성